# Jari Vilén
Jari Pekka Olavi Vilén, né le 17 avril 1964 à Kemi, est un homme politique et diplomate finlandais.

## Biographie
Après l'obtention de son master en sciences de l'éducation à l'université d'Oulu en 1990, Jari Vilén poursuit un troisième cycle au Trinity College de Dublin et enseigne au Collège Saint Andrews de Dublin (en) de 1990 à 1991.
En 2005, Vilén épouse Janina Koski, ancienne assistante parlementaire de la députée Janina Andersson. En 2009, ils annoncent leur divorce.
Le 6 novembre 2011 à Budapest, il épouse Eva Söregi, chef de cabinet de l'ancien président du parlement hongrois Katalin Szili.
Leur fils naît le 10 décembre 2017.

## Carrière politique
Aux élections législatives finlandaises de 1999 il est élu député du parlement finlandais, représentant le Parti de la coalition nationale pour la circonscription de Laponie.
Jari Vilén est nommé ministre du Commerce extérieur et des Affaires européennes au sein du second cabinet du Premier ministre Paavo Lipponen de 2002 à 2003.
Il est membre de la Convention européenne de 9 mai au 10 juillet 2003. Cette convention a abouti à un projet de constitution pour l'Union européenne. Il a également présidé la grande commission du Parlement finlandais du 18 juin 2004 au 21 mars 2007. Il est alors devenu une figure importante du paysage politique finlandais, en matière de politique européenne et internationale.
Tarja Halonen, présidente de la République, le nomme ambassadeur de Finlande en Hongrie (fi) le 1er août 2007.
Le 17 février 2012, elle décide de le nommer ambassadeur de Finlande à Varsovie, en Pologne où il prend ses fonctions le 10 septembre 2012. En 2014, il a été nommé ambassadeur de l'Union européenne auprès du Conseil de l'Europe et est en poste depuis le 1er septembre 2014.
Depuis octobre 2018, l'ambassadeur Vilén est conseiller principal en matière de politique arctique au Centre européen de stratégie politique (en) (EPSC), le groupe de réflexion interne de la Commission européenne au service du président Jean-Claude Juncker.
Depuis mars 2020, Jari Vilen est ambassadeur de la Finlande auprès de Barents et de la dimension septentrionale.
En mai 2023, il a été nommé ambassadeur de Finlande au Canada à Ottawa à compter du 1er septembre 2023.
À partir de juillet 2024, il est devenu ambassadeur de Finlande pour l'Indo-Pacifique.
Par ailleurs, il a occupé de nombreux autres postes au cours de sa carrière, tels que celui de président du Mouvement européen finlandais (2003–2007), président du conseil administratif du Fonds finlandais pour la coopération industrielle (FINNFUND) (de 2000–2001 et de 2003–2007), vice-président du conseil du Parti de la coalition nationale (1995–2000).

## Honneurs
- Croix de commandeur de l'ordre du Mérite de la république de Pologne 2014
- Médaille militaire Finlande 2014
- Membre honoraire de l'université de Miskolc 2013
- Docteur honoris causa de l'université de Pécs 2012
- Croix de commandeur de l'ordre du Mérite hongrois 2012
- Citoyen d'honneur d'Iszaszentgyörgy 2012
- Médaille Geresdlak 2012
- Bouclier de la ville de Kemi 2009
- L'ordre de la Croix de Terra Mariana d'Estonie, 3e classe. 2006
- Commandeur de l'ordre du Lion de Finlande 2003
- Professeur honoraire de l'université maritime de Dalian 2003